# Toby Ord
Toby David Godfrey Ord (né le 18 juillet 1979) est un philosophe australien. Il est le fondateur de Giving What We Can, une organisation internationale vouée à l'élimination de la pauvreté dans les pays en développement.

## Carrière
Ord a fréquenté l'Université de Melbourne, où il étudia d'abord l'informatique. Après son premier diplôme, il opta pour l'étude de la philosophie afin de satisfaire son intérêt pour l'éthique: "À ce stade, je savais que je voulais faire une grande différence dans le monde et il semblait qu'étudier l'éthique aiderait".
Pour ses études supérieures, Ord déménagea à l'Université d'Oxford, où il obtint un B.Phil. et un D.Phil. en philosophie. Après avoir présenté sa thèse de doctorat, "Au-delà de l'action: appliquer le conséquentialisme à la prise de décision et à la motivation", Ord a été retenu pour occuper le poste de chercheur junior au Balliol College d'Oxford. Ord occupe le poste de chercheur au Future of Humanity Institute. Il a publié des articles sur l'éthique et la philosophie du calcul. Il promeut l’éthique conséquentialiste et ses recherches portent notamment sur la pauvreté mondiale et l’incertitude morale,.
Il étudie actuellement principalement les risques existentiels mondiaux. Il travaille sur un livre traitant ce sujet et a présenté ses projets dans une interview avec le podcast de 80,000 hours.

## Giving What We Can
À Oxford, Ord décida de consacrer une partie importante de son revenu aux organisations caritatives les plus efficaces qu’il ait pu identifier. D'autres personnes étant intéressées par un engagement similaire, Ord décida de créer une organisation pour soutenir les donateurs partageant les mêmes idées.
En 2009, Ord lança Giving What We Can, une société internationale dont les membres se sont tous engagés à verser au moins 10% de leurs revenus à des organisations caritatives de lutte contre la pauvreté. L'organisation fait partie du mouvement de l'altruisme efficace. Giving What We Can cherche non seulement à encourager les dons à des organisations caritatives, mais souligne également l’importance de donner à des organisations efficaces, "la recherche montrant que certaines sont jusqu'à 1000 fois plus efficaces que les autres". Même s’il ne collecte pas d’argent et n’entreprend pas directement des activités caritatives, Giving What We Can effectue des recherches originales et recommande les organismes qu’il considère particulièrement efficaces. Ord reste directeur de Giving What We Can et participe activement à son fonctionnement quotidien.
Ord a lui-même décidé au départ de plafonner son revenu à 20 000 £ par an et de donner tout ce qu’il gagnait au delà à des organisations caritatives, conformément à l’engagement des membres de Giving What We Can de donner au moins dix pour cent de leurs revenus aux organismes de bienfaisance qu’ils jugent les plus efficaces. Un an plus tard, il révisa ce chiffre à 18 000 £,. Au cours de sa carrière, il s'attend à ce que ses dons totalisent environ 1 million de livres sterling.

## Vie privée
Ord vit à Oxford avec son épouse, Bernadette Young, docteure en médecine. Elle est également membre de Giving What We Can.

## Publications
- (en) The Precipice: Existential Risk and the Future of Humanity, London : Bloomsbury Publishing Plc, 2020.
- (en) Toby Ord avec William MacAskill et Krister Byvist, Moral Uncertainty, Oxford University Press, 2020
- (en) « Overpopulation or Underpopulation? », dans Ian Goldin, Is the Planet Full?, Oxford University Press, 2014 Résumé